# 第一寶亭留
株式会社第一寶亭留（だいいちほてる、英: DAIICHI HOTEL INC.）は、札幌市南区の定山渓温泉にある企業。この項目では、本社所在地であり宿泊施設である定山渓第一寶亭留翠山亭（じょうざんけいだいいちほてるすいざんてい）についても記載している。

## 概要
1957年（昭和32年）に「定山渓第一ホテル」として開業。当初は洋風路線で営業していたが、創業当時に篆刻家・書道家の関野香雲が宿泊した際に揮毫した「定山渓 第一寶亭留」の篆書により、2002年（平成14年）に改称した。寶亭留には「お客さまの心に寶（たから）が留（とどまる）まる亭（やかた）」という想いが込められている。館内は、「節」（ふしめ）をコンセプトに結婚記念日や長寿、新たな門出の祝いなどに利用してもらえる宿づくりを行っている。

## 沿革
- 1957年（昭和32年） - 株式会社第一ホテル創立。定山渓第一ホテルオープン[3]。
- 2002年（平成14年） - 支笏湖第一寶亭留 翠山亭オープン、定山渓第一ホテルを定山渓第一寶亭留 翠山亭と改称。
- 2004年（平成16年） - 支笏湖翠山亭倶楽部オープン。ニセコワイス高原温泉山荘緑館オープン。
- 2005年（平成17年） - 株式会社第一寶亭留に商号変更。翠蝶館オープン。ニセコワイス高原温泉山荘緑館をニセコワイスホテルと改称しオープン。
- 2006年（平成18年） - フラノ寶亭留オープン。
- 2007年（平成19年） - 翠山亭倶楽部定山渓オープン。
- 2017年（平成29年） - 厨翠山、坂ノ上の最中オープン、ニセコワイスホテルを香港の「SUPER OKUSAN」に売却[4]
- 2018年（平成30年）- ピザ・ジェラート店「雨ノ日と雪ノ日」開業[5]
- 2019年（令和元年） - 旅館「旅籠屋 定山渓商店」開業[5]
- 2020年（令和2年） - 夏季限定営業のかき氷店「森乃百日氷」開始
- 2021年（令和3年） - パン店「エクスクラメーションベーカリー」開業[5]、「支笏湖翠山亭倶楽部」を「雨ノ日と夕やけ」にリニューアル。
- 2022年（令和4年） - 商業施設「山ノ風マチ」開業、定食店「食堂いち」・洋菓子「ハレとケ洋菓子店」・会員制カレー店「秘密のカレー部屋」が新規開店[5]。
- 2023年（令和5年） - 全室温泉付きスイートルーム型の温泉旅館「翠巌」[6]、セレクトショップ「カゼマチマート」、燻製専門店「燻製デザイン研究所」開業[7]。
- 2025年（令和7年） - 翠山亭隣接地に日帰り入浴を中心とした温浴施設「休日ビルヂング」開業[8]。

## 事業所

### 定山渓温泉
- 定山渓第一寶亭留翠山亭 - 札幌市南区定山渓温泉西3丁目105番地
- 翠山亭倶楽部定山渓 - 札幌市南区定山渓温泉西2丁目10番地
- 翠蝶館 - 札幌市南区定山渓温泉西3丁目57番地
- 厨翠山 - 札幌市南区定山渓温泉西3丁目4
- 旅籠屋 定山渓商店 - 札幌市南区定山渓温泉西2丁目5番地　※元札幌市の保養所「渓流荘」をリノベーション[9]
- 翠厳 - 札幌市南区定山渓温泉西1丁目86番地
- 休日ビルヂング - 札幌市南区定山渓温泉西3丁目101番地 ※内部に宿泊施設「エクスクラメーションホテル」あり

### 支笏湖温泉
- 支笏湖第一寶亭留翠山亭 - 千歳市支笏湖温泉
- 雨ノ日と夕やけ - 千歳市支笏湖温泉

### その他
- フラノ寶亭留 - 富良野市学田三区
- 札幌営業所 - 札幌市中央区大通西5丁目 昭和ビル

### 過去の事業所
- ナチュラルリゾート ニセコワイスホテル - 虻田郡倶知安町字花園79番地（ニセコワイス高原温泉）、2017年に香港資本に売却[4]

## 定山渓第一寶亭留翠山亭

### 施設
- 客室
  - 和室10畳（ユニットバス付）
  - 和室10畳
  - 和室二間（和室10畳+8畳）
  - バリアフリー客室
  - 檜内風呂付和風ベッドルーム45平米
  - 檜内風呂付和風ベッドルーム60平米
  - 展望風呂付和室 禁煙45平米
  - 展望風呂付洋室 禁煙45平米
  - 展望風呂付和洋室 禁煙60平米
  - 展望風呂付洋室 禁煙60平米
  - 展望風呂付洋室 45平米
  - 展望風呂付和室 45平米
  - 展望風呂付客室 60平米（和or和洋）
  - 展望風呂付和洋室 75平米（和室10畳）
  - 展望風呂付和洋室 75平米（和室12畳）
  - 展望風呂付和洋室 90平米
  - 展望風呂付和洋室 禁煙90平米
- 食事処・宴会場
  - 松庵
  - 炭火食事処 桑乃木
  - 和室宴会場
- 温泉（ナトリウム‐塩化物泉）
  - 大浴場（飛泉乃湯・桂木乃湯）※日帰り入浴可
  - 森乃湯（内湯・露天風呂）※宿泊者専用
    - 森乃茶屋

  - 貸切風呂（法泉乃湯・妙泰乃湯・観山乃湯）
- その他
  - リラクゼーションルーム
  - 三階庭園
  - ショップ（売店）
  - 茶房&ギャラリー 古窓
  - カラオケルーム
  - 温泉手湯
  - 翠山ラウンジ（展望風呂付客室の宿泊者専用ラウンジ）

## アクセス
- 真駒内駅からじょうてつバス利用で約40分
- 札幌市中心部から車で約45分
- 小樽から朝里峠経由で約55分
- 新千歳空港から道央自動車道（道央道）利用で約1時間30分
- 旭川から道央道利用で約2時間20分
- 函館から道央道利用で約3時間30分